# شایسته‌سالاری
شایسته‌سالاری(به انگلیسی: meritocracy) به شیوه‌ای از حکومت یا مدیریت گفته می‌شود که در آن دست‌اندرکاران بر پایهٔ توانایی و شایستگی‌شان برگزیده شوند و نه بر پایهٔ قدرت مالی یا موقعیت اجتماعی و خویشاوندی.
فناوری‌های نوین و شتاب تحول و تغییر، نیاز به نیروی انسانی متخصص را بیش از پیش کرده‌ است. این امر بنگاه‌ها و دولت را به سوی نظامی شایسته‌سالار رهنمون می‌کند. در جوامع شایسته‌سالار، نگرش‌های خویشاوندسالاری، قبیله‌گرایی، حزب‌سالاری و غیره مطرود است. نظام شایسته‌سالار، نظامی است که در آن افراد مناسب در مکان و زمان مناسب منصوب شده و از ایشان بهترین استفاده در راستای اهداف فردی، سازمانی و اجتماعی بشود.
باید توجه داشت که شایسته‌سالاری، نه یک نوع حکومت، بلکه یک فرهنگ است. شایسته‌سالاری غالباً و به اشتباه یک نوع حکومت تلقی می‌شود، در حالی که شایسته سالاری در حقیقت یک رویکرد و یک نهاده برای انتصاب اشخاص در یک حکومت است.
افراد در نظام شایسته‌سالار، بر اساس معیارهای متغیری از شایستگی مورد داوری قرار می‌گیرند. این معیارها می‌توانند زمینه‌های گسترده‌ای، از هوش گرفته تا پایبندی به اخلاق، از استعداد عمومی تا دانش در زمینهٔ خاص را در بر بگیرند.
یکی از انتقادات وارد شده به این رویکرد، اشاره به این حقیقت دارد که «شایستگی» یک مفهوم عمیقاً ذهنی و مبهم است که بالقوه مبهم و در معرض سوءاستفاده است.